# Carex aztecica
Espèce
Classification phylogénétique
Carex aztecica est une espèce de plantes du genre Carex et de la famille des Cyperaceae.